# Achim Kemmerling

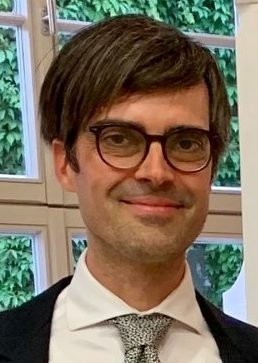
Achim Kemmerling (2020)

Achim Kemmerling (* 5. Mai 1973 in Lindau (Bodensee)) ist ein deutscher Politikwissenschaftler, Ökonom und Hochschullehrer.

## Leben
Kemmerling besuchte von 1983 bis 1992 das Bodensee-Gymnasium Lindau. Anschließend folgte ein Studium der Politikwissenschaften, Volkswirtschaftslehre und Geschichtswissenschaft an der Universität Tübingen, der Päpstlichen Katholischen Universität von Chile sowie der Freien Universität Berlin. Er schloss das Studium 2000 mit dem Diplom in Politikwissenschaft ab. Anschließend absolvierte er einen Studiengang zum Master of Arts in International Political Economy an der University of Warwick, bevor er 2006 an der FU Berlin zum Doktor im Bereich der Politikwissenschaft promoviert wurde. Kemmerling kam danach als Mitarbeiter an den Sonderforschungsbereich 597 Staatlichkeit im Wandel der Jacobs University Bremen.
Kemmerling ging 2010 als Associate Professor der Political Economy an die Central European University nach Budapest. Er war dort von 2012 bis 2014 zudem Direktor der Doctoral School in Political Science, International Relations and Public Policy. Ab 2014 war er an der CEU Budapest außerdem Associate Professor an deren School of Public Policy. Seit 2018 ist er Gerhard Haniel Professor für Public Policy and International Development an der Willy Brandt School of Public Policy der Staatswissenschaftlichen Fakultät der Universität Erfurt. Zum April 2019 wurde er Direktor der Brandt-School. Derzeit ist er Vizedirektor sowie Prodekan für Internationales und wissenschaftlicher Nachwuchs an der Staatswissenschaftlichen Fakultät der Universität Erfurt.

## Werke (Auswahl)
- Diffusion und Interaktion in der Arbeitsmarktpolitik? Positive und negative Ansteckungseffekte am Beispiel zweier Reformdiskussionen in: Politische Vierteljahresschrift  Sonderheft 38/2007, S. 153–179.
- Taxing Workers on Low Wages: The Political Origins and Economic Consequences of Taxing Low Wages, Edward Elgar, Cheltenham 2009, ISBN 9781847207784.
- Does Europeanisation Lead to Convergence? The Role of the Single Market in Shaping National Tax Policies, in: Journal of European Public Policy 17/7 (2010), S. 1058–1073.
- How Labour Ended Up Taxing Itself. The Long-Term Evolution of the Politics in German Labour Taxation, in: Journal of European Social Policy 24/2 (2014), S. 150–163.